# Os Sinos de Santa Maria
The Bells of St. Mary's (br/pt: Os Sinos de Santa Maria) é um filme estadunidense de 1945 do gênero comédia, dirigido por Leo McCarey. Bing Crosby protagoniza o filme e interpreta novamente o personagem do padre O'Malley, com o qual havia recebido o Oscar no ano anterior pela atuação em Going My Way. A produção é da Rainbow Productions, de McCarey, e a distribuição foi da RKO.
Calculada a inflação, o filme é considerado o 50.º de maior bilheteria em todos os tempos.

## Elenco
- Bing Crosby...padre Chuck O'Malley

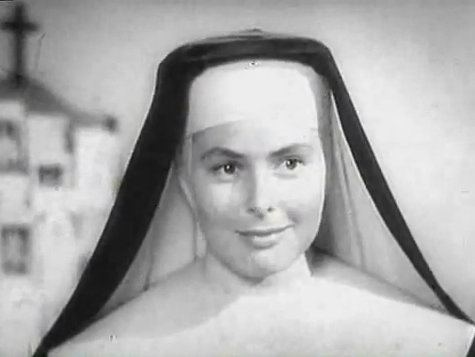
Ingrid Bergman como a Irmã Mary Benedict

- Ingrid Bergman...Irmã Mary Benedict
- Henry Travers...Horace P. Bogardus
- William Gargan...Joe Gallagher
- Ruth Donnelly...irmã Michael
- Joan Carroll...Patricia "Patsy" Gallagher
- Martha Sleeper...Mary Gallagher
- Rhys Williams...Dr. McKay
- Richard Tyler...Eddie Breen
- Una O'Connor...senhora Breen

## Sinopse

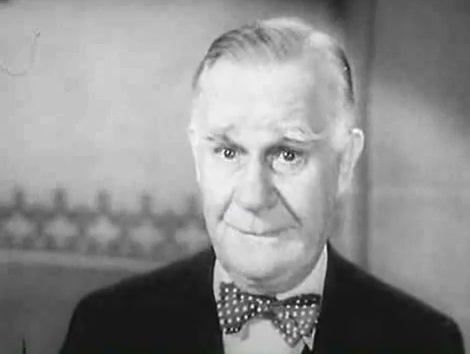
Henry Travers é o ricaço simpático Horace P. Bogardus

O padre católico Charles "Chuck" O'Malley chega para ser o novo diretor da escola de freiras Santa Maria, sediada em Nova Iorque. A situação é precária com o prédio antigo prestes a ser demolido e parte do terreno já vendido ao construtor milionário Horace P. Bogardus, que inicia uma grande e moderna construção para sua empresa. O padre conhece a líder das freiras, Irmã Mary Benedict, e os dois mantém uma rivalidade cordial, discutindo qual a melhor forma de educar as crianças além de unirem forças e tentarem convencer Bogardus a doar para a implantação de nova escola o prédio que está a construir.

## Oscar
- Venceu por melhor som.
- Indicado a melhor ator (Bing Crosby), melhor atriz (Ingrid Bergman), mellhor diretor, melhor edição, melhor trilha sonora original, melhor canção (para Jimmy Van Heusen e Johnny Burke por "Aren't You Glad You're You") e melhor filme

## Adaptações

### TV
Em 1959, foi exibida uma adaptação em videotape pela televisão americana. Estrelaram o programa  Claudette Colbert, Marc Connelly, Glenda Farrell, Nancy Marchand, Barbara Myers, Robert Preston e Charles Ruggles. A direção foi de Tom Donovan.

### Rádio
Houve duas adaptações radiofônicas nos Estados Unidos para The Bells of St. Mary's, no programa The Screen Guild Theater. Ambas foram estreladas por Bing Crosby e Ingrid Bergman. Transmitidas em 26 de agosto de 1946 e 6 de outubro de 1947.